# ليوناردو دي لورينزو
ليوناردو دي لورينزو (بالإسبانية: Leonardo Di Lorenzo)‏ (20 مايو 1981 ببوينس آيرس في الأرجنتين - ) هو لاعب كرة قدم أرجنتيني في مركز الوسط. لعب مع أتليتيكو رافائيلا وأرجنتينوس جونيورز وإمباكت مونتريال ونادي سان لورينزو ونادي كونسيبسيون ‏ وClub Atlético Temperley ‏ وClub Atlético Acassuso ‏ ومونتريال إمباكت (1992–2011) وOttawa Fury SC ‏ وأونيفرسيداد دي كونسيبسيون ‏.

## وصلات خارجية
- ليوناردو دي لورينزو على موقع قاعدة بيانات كرة القدم.إي يو (الإنجليزية)
- ليوناردو دي لورينزو على موقع Soccerway.com (الإنجليزية)